# Stefano Fieschi
Stefano Fieschi (conegut pel seu nom llatinitzat Stephanus Fliscus). (Soncino, actualment prov. Cremona, regió de la Llombardia, Itàlia, Segle XV – ?, Segle XV. Doctor en dret civil i canònic, es dedicà a l'ensenyament de les lletres.
És conegut essencialment, ja que no es tenen massa dades de la seva vida, pel fet de ser autor d'un manual destinat a l'ensenyament del llatí als joves titulat Sententiarum variationes seu Synonyma. Es tracta d'un recull de frases en italià (toscà) amb els seus equivalents oracionals o variacions en llatí, publicat per primer cop alguns anys abans del 1477. Aquesta obra esdevingué molt coneguda i publicada durant els segles xv i xvi, en diverses variacions i versions en què, mantenint o aprofitant el text en llatí, se substituïa l'italià per altres llengües vulgars tals com el francès, el neerlandès, el baix alemany, el castellà o el català.
Es tracta, doncs, d'un clar precedent del Janua linguarum (Porta de les llengües), editat per primer cop el 1611 a Salamanca, pels jesuïtes irlandesos allí residents, o del Janua linguarum reserata (Porta oberta a les llengües), editat per Comenius el 1631, manuals també de gran fama i difusió en els anys i segles següents, que donaren peu a múltiples versions en diferents idiomes, i que consisteixen també en un recull de frases en llatí amb els seus equivalents en diferents llengües vulgars.
Les Sententiarum variationes de Fliscus foren adaptades al català, en la seva varietat valenciana, pel metge tortosí i professor d'humanitats Jeroni Amiguet sota el títol de Sinonima variationum sententiarum eleganti stilo constructa ex italico sermone in valentinum, publicats a València el 1502. Amiguet es basà en el text italià de Fliscus (aprofitant-ne les frases llatines i susbtituint les italianes per catalanes), si bé també (i principalment) en el text o versió castellana de l'obra, publicat a nom d'Antonio de Nebrija cap al 1495, sota el títol de Elegancias romançadas.
Darrerament, els professors Andrés Colón i Germà Colón han determinat que bona part del contingut del Liber Elegantiarum de Joan Esteve, publicat a Venècia el 1489 per Paganinus de Paganinis és una apropiació (ja que no se'n cita la procedència) del repertori de Fliscus, la meitat de les frases llatines del qual es poden trobar al Liber Elegantiarum, amb els seus equivalents en català (valencià) introduïts per Esteve.(Vegeu Obsidionis Rhodiæ urbis descriptio on s'explica l'origen dels exemples llatins d'Esteve).